# Eriopyga subtegula
Eriopyga subtegula är en fjärilsart som beskrevs av Paul Dognin 1914. Eriopyga subtegula ingår i släktet Eriopyga och familjen nattflyn. Inga underarter finns listade i Catalogue of Life.